# Paco de Lucía
Paco de Lucía, eigentlich Francisco Sánchez Gómez (* 21. Dezember 1947 in Algeciras, Provinz Cádiz; † 25. Februar 2014 in Cancún, Mexiko) war ein spanischer Gitarrist. Er gilt als Großmeister der Flamencogitarre. Er pflegte den traditionellen Flamenco und bereicherte diesen um neue Elemente, vorrangig aus Klassik und Jazz. Seine Brüder Ramón de Algeciras und Pepe de Lucía waren bzw. sind ebenfalls Flamenco-Musiker.

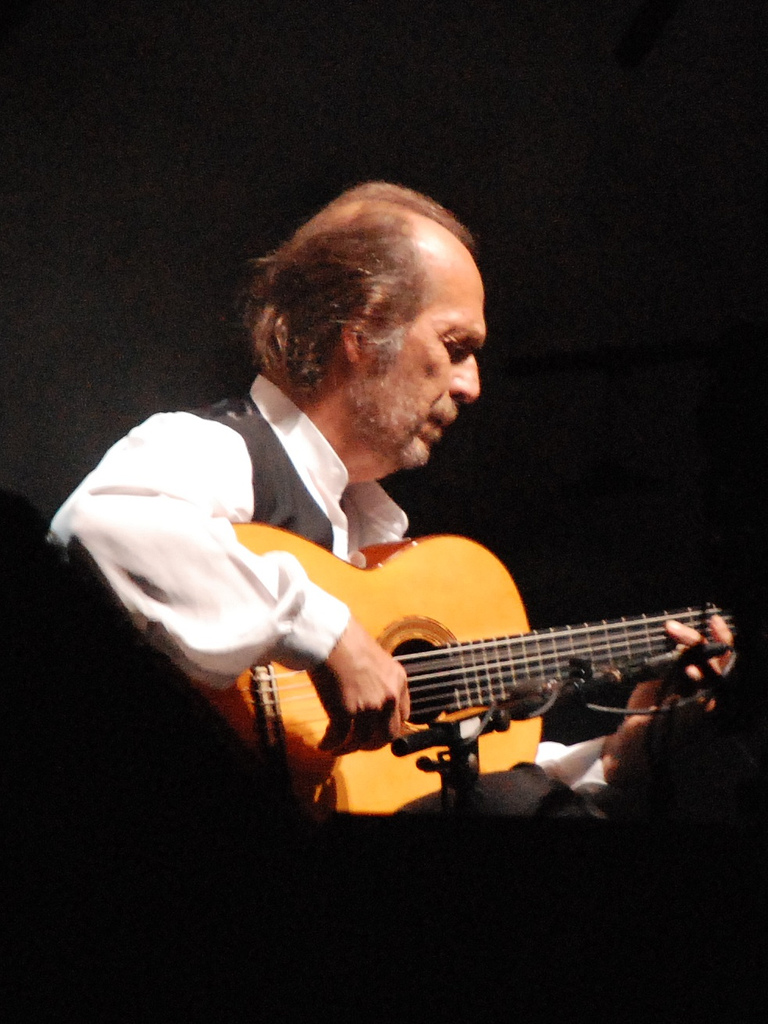
Paco de Lucía (2007)

## Leben
Francisco „Paco“ Sánchez Gómez war das jüngste von fünf Kindern von Antonio Sánchez aus Algeciras und Luzía Gomes Gonçalves, die aus Portugal stammte und daher in der Nachbarschaft „La Portuguesa“ genannt wurde. Die spanische Version des mütterlichen Vornamens verwendeten sowohl Paco als auch sein Bruder Pepe in späteren Jahren als Künstlernamen („de Lucía“).

### Kindheit und Jugend
Mit fünf Jahren erhielt Paco den ersten Gitarrenunterricht von seinem Vater, der nach der täglichen Arbeit abends mit Bandurria und Gitarre als „Antonio de Algeciras“ in den Kneipen der Hafenstadt auftrat. Zusätzlich erhielt er Unterricht von seinem ältesten, 1938 geborenen Bruder Ramón, mit dem er ab den 1965er Jahre etliche Duo-Alben veröffentlichte, die frühe Zeugnisse für das perfekte Zusammenspiel der beiden Brüder sind.
Mit etwa elf Jahren hatte Paco de Lucía seinen ersten öffentlichen Auftritt, ein Jahr später, 1959, erhielt er auf dem Festival von Jerez de la Frontera beim Flamenco-Wettbewerb „Certamen Flamenco de Jerez“ als Begleiter für seinen Bruder Pepe einen Spezialpreis. Nach den Lehrjahren in Andalusien setzten die Sánchez-Brüder ihre Karriere in Madrid fort. Mit 15 Jahren nahm Paco de Lucía, als Mitglied des Flamenco-Ensembles von José Greco seit 1961, an einer ersten weltweiten Auslandstournee teil, wobei er in New York den dort wohnenden Flamenco-Meister Sabicas kennenlernte, der ihn dann unterrichtete. Mit 17 nahm Paco de Lucia zusammen mit Ricardo Modrega, der als Gitarrist im Ensemble von José Greco arbeitete, seine erste Duo-Schallplatte auf. 

### Die 1960er Jahre
Einen größeren Bekanntheitsgrad außerhalb Spaniens erlangte Paco de Lucía durch die von Horst Lippmann und Fritz Rau veranstaltete Tourneereihe Festival Flamenco Gitano, an der auch der damals noch weitgehend unbekannte Sänger Camarón de la Isla und als Star des Ensembles die junge Tänzerin Antonia Singla Contreras „La Singla“ teilnahmen.
Mit 20 Jahren brachte er seine 1967 erste Solo-LP (La fabulosa guitarra de Paco de Lucía) heraus. Ab 1968 entstanden mehrere Produktionen mit dem traditionell orientierten Sänger Fosforito, unter anderem eine umfangreiche Antologie mit 48 unterschiedlichen Flamencostilen. Es folgten weitere Aufnahmen mit den Sängern Chato de la Isla, Enrique Montoya, Juan el de la Vara, El Sevillano und El Lebrijano, aber auch mit Bambino (Miguel Vargas Jiménez, 1940–1999), einem Pionier des Flamenco-Pop.
Durch das Betreiben von Joachim Ernst Berendt kam es Ende 1967 zu einer ersten Begegnung Paco de Lucías mit Jazzmusikern. Nach einem von der BBC übertragenen Mitschnitt eines Konzerts des  Jazzsaxophonisten Pedro Iturralde in London lud Berendt dessen Gruppe 1967 als Vertreter der spanischen Jazzszene zu den Berliner Jazztagen ein. Um dem internationalen Publikum „typisch spanisches Lokalkolorit“ zu bieten, regte Behrendt die Mitwirkung eines Flamencogitarristen an. Nach einer ersten Aufnahme im Juli 1967 mit dem Gitarristen Paco de Antequera (Jazz Flamenco, Hispavox, Madrid) übernahm Paco de Lucía, damals noch unter dem Künstlernamen „Paco de Algeciras“ den Gitarrenpart. Im November 1967 produzierte Behrendt die LP Pedro Iturralde Quintet featuring Paco de Lucía, die bei MPS erschien, und an der unter anderem der Bassist Erich Peter und der Schlagzeuger Peer Wyboris mitwirkten. Das künstlerische Ergebnis war zwiespältig, da Behrendts Idee einer Fusion von Jazz und Flamenco bereits daran scheiterte, dass der Baske Iturralde und der Andalusier Paco de Lucía keine gemeinsame musikalische Sprache zu finden vermochten. In Spanien wurde das Album erst 1974 veröffentlicht, musste aber kurz darauf wegen rechtlicher Probleme wieder vom Markt genommen werden.

### Die 1970er Jahre
In diesen Jahren begann seine langjährige Zusammenarbeit als Begleiter des populären Flamencosängers Camarón de la Isla, einem der bekanntesten cantaores seiner Zeit, die großen Einfluss auf das Werk und die Popularität von Paco de Lucía haben sollte. Kennengelernt hatte er sein Idol Camarón im Tablao Torres Bermejos Ende der 1960er Jahre.
Mit dem Album Fuente y caudal (1973), auf der sich auch die Rumba Entre dos aguas befand, die zu seinem international bekanntesten Stück wurde, stellte der 26-jährige Paco de Lucía die Weichen für seine spätere musikalische Entwicklung.

### Das künstlerische Schaffen seit 1980

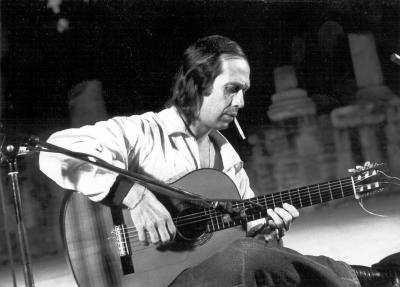
Paco de Lucía Anfang der 1980er Jahre

Ab 1977 unternahm er mit den Jazzgitarristen Al Di Meola und John McLaughlin zahlreiche Tourneen. (Al Di Meola war von Paco de Lucía als Ersatz für den zuvor ausgeschiedenen Larry Coryell in das Gitarrentrio geholt worden). Sie spielten 1980 das Livealbum Friday Night in San Francisco ein, das sich weltweit über zwei Millionen Mal verkaufte. Im Jahr 1981 erschien das von seinem neugegründeten Sextett geschaffene Album Sólo quiero caminar (zum Paco de Lucía Sextett gehörten neben Paco de Lucía und dessen Brüder Ramón und Pepe auch der Flötist und Saxophonist Jorge Pardo, der Bassist Carles Benavent und der brasilianische, 1954 geborene Percussionist Rubem Dantas). 1982 folgte das Studioalbum Passion, Grace & Fire. Wegen Streitigkeiten zwischen McLaughlin und Di Meola endete 1996 die Zusammenarbeit mit dem Studioalbum The Guitar Trio.
Durch den Kontakt mit den vielseitigen Weltgitarristen bewies de Lucía seine Offenheit und Experimentierfreude, blieb jedoch nach wie vor dem Flamenco treu. In einem Interview erklärte er: „Ich habe nicht die Stile vermischt, sondern einfach mit Musikern anderer Sparten zusammengespielt.“ Bis kurz vor seinem Tod gab er noch Konzerte zusammen mit dem Fingerstyle-Gitarristen Tommy Emmanuel. 
Von der Breite seines stilistischen Spektrums zeugen Aufnahmen von Erfolgstiteln der spanischen und hispanoamerikanischen Popularmusik (Dos guitarras flamencas en America Latina,  Canciones andaluzas para dos guitarras), folkloristische Bearbeitungen spanischer Volkslieder (Doce canciones de García Lorca) und Interpretationen spanischer Kunstmusik (Paco de Lucía interpreta a Manuel de Falla), zu der auch das Concierto de Aranjuez gehörte, das er im Beisein des Komponisten Joaquín Rodrigo aufnahm. 1983 beteiligte sich Paco de Lucía an der Filmmusik zu Carlos Sauras Musik- und Flamenco-Film Carmen, wobei er sich in dem Film in einer Nebenrolle selbst darstellte, 1984 folgten Kompositionen für den Film The Hit.
Wenig Berührungsängste hatte Paco de Lucía auch im Bereich der Popmusik. Bekannt wurde die 1995 veröffentlichte, spanisch anmutende Komposition Have You Ever Really Loved a Woman? von Bryan Adams aus dem Film Don Juan DeMarco, bei der er als Begleitgitarrist mitwirkte. Auf dem Album Sphinx der deutschsprachigen Künstlerin Julia Neigel ist er bei dem Lied Paradies als Solist zu hören.
Paco de Lucía erlag am 25. Februar 2014 in Cancún einem Herzinfarkt. Er hinterließ die Kinder Casilda, Lucía und Francisco aus seiner ersten sowie Antonia und Diego aus der zweiten Ehe.

## Bedeutung

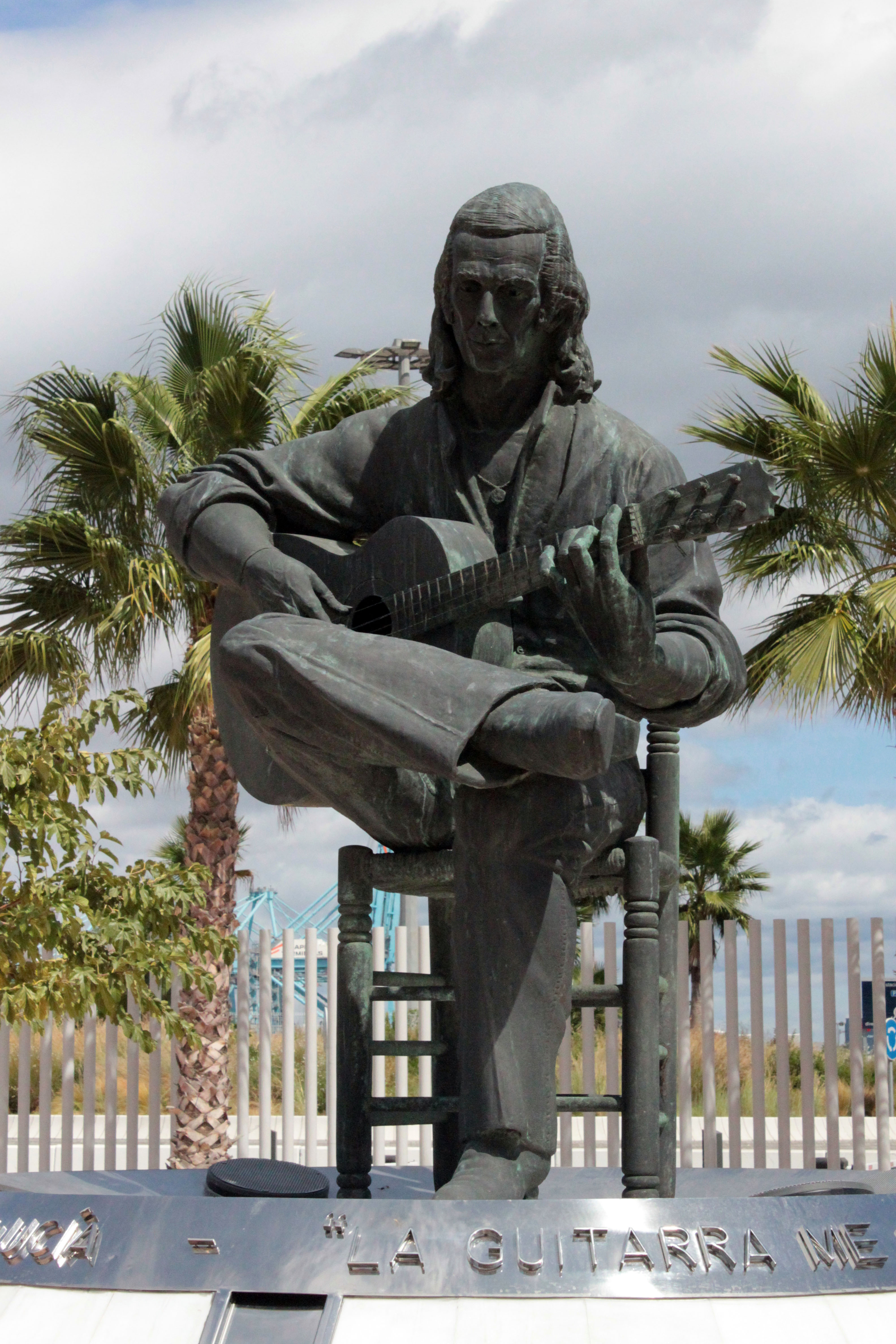
Skulptur Paco de Lucías in seiner Heimatstadt Algeciras (1994, Nacho Falgueras).

Paco de Lucía war mit den musikalischen Traditionen des Flamenco aufgewachsen, entwickelte jedoch frühzeitig seinen eigenen Stil. So war er in den 1970er Jahren der erste Flamencogitarrist, der den Gitarrenkörper auf dem rechten, über den linken Oberschenkel geschlagenen Bein stützte, womit er auch äußerlich seine Abkehr von den Bühnenritualen der traditionsverhafteten Flamenco-Puristen demonstrierte. Sein durch virtuose Spieltechnik, moderne harmonische Wendungen und eine komplexe Rhythmik geprägtes Gitarrenspiel hat unzählige jüngere Flamenco-Gitarristen beeinflusst. Mit seinem Sextett, mit dem er Anfang der 1980er den ursprünglich aus Peru stammenden Cajón als Perkussionsinstrument im Flamenco einführte, und durch Bassgitarre, Querflöte oder Saxophon neue klangliche Möglichkeiten für Flamenco-Ensembles eröffnete, trug er erheblich zur Erweiterung des Instrumentariums bei und inspirierte Gruppen wie Ketama und Pata Negra.
Mit dem Gitarristen Manolo Sanlúcar, den Sängern Camarón de la Isla und Enrique Morente, dem Choreographen Antonio Gades und der Tänzerin Cristina Hoyos gehörte er einer Generation von Flamencokünstlern an, die in den Jahren der spanischen Transición nach zeitgemäßen Ausdrucksmitteln suchte und damit einen wesentlichen Beitrag zur Verjüngung des Flamenco leistete.

## Auszeichnungen
Paco de Lucía wurde 2004 mit dem Prinz-von-Asturien-Preis, der alljährlich in mehreren Kategorien wie Sport, Geisteswissenschaften, Eintracht oder internationale Kommunikation vergeben wird, in der Kategorie „arte“ ausgezeichnet. In derselben Kategorie wurden auch schon Pedro Almodóvar, Woody Allen und 2007 Bob Dylan geehrt. Al Verte Las Flores Lloran mit Camarón de la Isla (1969) wurde in die Liste The Wire’s “100 Records That Set The World On Fire (While No One Was Listening)” aufgenommen.

### Posthume Ehrungen
13 Monate nach seinem Tod eröffnete die Station Paco de Lucía der Metro Madrid, diese wurde ihm zu Ehren benannt und gestaltet.

## Diskografie

### Alben
| Jahr | Titel                                          | Höchstplatzierung, Gesamtwochen, AuszeichnungChartplatzierungen (Jahr, Titel, Platzierungen, Wochen, Auszeichnungen, Anmerkungen) | Höchstplatzierung, Gesamtwochen, AuszeichnungChartplatzierungen (Jahr, Titel, Platzierungen, Wochen, Auszeichnungen, Anmerkungen) | Höchstplatzierung, Gesamtwochen, AuszeichnungChartplatzierungen (Jahr, Titel, Platzierungen, Wochen, Auszeichnungen, Anmerkungen) | Höchstplatzierung, Gesamtwochen, AuszeichnungChartplatzierungen (Jahr, Titel, Platzierungen, Wochen, Auszeichnungen, Anmerkungen) | Anmerkungen |
| Jahr | Titel                                          | ES | DE | AT | CH | Anmerkungen |
| ---- | ---------------------------------------------- | --- | --- | --- | --- | --- |
| 1980 | Friday Night in San Francisco                  | — | — | AT5 (14 Wo.)AT | CH— GoldCH | Live mit Al di Meola und John McLaughlin |
| 1991 | Concierto de Aranjuez                          | ES39 Platin · (5 Wo.)ES | — | — | — | Charteinstieg in ES erst 2007 Concierto de Aranjuez von Joaquín Rodrigo mit dem Orquesta de Cadaqués unter der Leitung von Edmon Colomer und 3 Sätze aus Iberia (Albéniz) mit den Gitarristen Juan Manuel Cañizares und José María Bandera. |
| 1996 | The Guitar Trio                                | — | — | AT27 (3 Wo.)AT | — | mit Al Di Meola und John McLaughlin |
| 1996 | Antología                                      | ES42 Platin · (19 Wo.)ES | — | — | — | Charteinstieg in ES erst 2003 |
| 2004 | Cositas buenas                                 | ES37 Platin · (19 Wo.)ES | — | — | — | |
| 2004 | Nueva antología                                | ES23 Gold · (52 Wo.)ES | — | — | — | |
| 2010 | Vitoria Suite                                  | ES74 (3 Wo.)ES | — | — | — | Erstveröffentlichung: 23. Juli 2010 Jazz at Lincoln Center Orchestra with Wynton Marsalis feat. Paco de Lucia |
| 2011 | Paco de Lucía en vivo – Conciertos España 2010 | ES40 (18 Wo.)ES | — | — | — | |
| 2014 | Canción Andaluza                               | ES1 Gold · (34 Wo.)ES | — | — | — | Erstveröffentlichung: 29. April 2014 |
| 2014 | La búsqueda                                    | ES4 Platin · (79 Wo.)ES | — | — | — | Erstveröffentlichung: 4. Dezember 2014 |
| 2018 | Camarón & Paco de Lucía: Leyendas flamencas    | ES54 (2 Wo.)ES | — | — | — | Reissue der Kompilationen Una Leyenda Flamenca (Camarón 1992) und Nueva Antología (Paco de Lucía 2004) |
| 2022 | Saturday Night in San Francisco – Live         | — | DE5 (8 Wo.)DE | AT14 (4 Wo.)AT | CH20 (5 Wo.)CH | mit Al Di Meola & John McLaughlin |
| 2023 | The Montreux Years                             | ES75 (1 Wo.)ES | — | — | — | Erstveröffentlichung: 24. Februar 2023 |

grau schraffiert: keine Chartdaten aus diesem Jahr verfügbar

#### Weitere Studio- und Live-Alben
- 1965: Dos guitarras flamencas en stereo mit Ricardo Modrego
- 1965: Doce canciones de García Lorca para guitarra mit Ricardo Modrego
- 1965: 12 éxitos para 2 guitarras flamencas mit Ricardo Mondrego und Los 7 de Andalucía
- 1967: Dos guitarras flamencas en America Latina mit Ramón de Algeciras
- 1967: Canciones andaluzas para dos guitarras mit Ramón de Algeciras
- 1967: La fabulosa guitarra de Paco de Lucía
- 1969: Paco de Lucía y Ramón de Algeciras en Hispanoamérica
- 1969: Fantasía flamenca
- 1971: Recital de guitarra
- 1971: El mundo del flamenco mit Ramón de Algeciras (Gitarre), Raúl Ortega (Tanz) und Pepe de Lucía (Gesang)
- 1972: El duende flamenco
- 1973: Fuente y caudal
- 1975: En vivo desde el teatro real, Live-Aufnahme aus dem Teatro Real
- 1976: Almoraima
- 1978: Paco de Lucía interpreta a Manuel de Falla
- 1981: Castro marín, Soloalbum, Duo mit Larry Coryell, Trio mit John McLaughlin
- 1981: Solo quiero caminar – Paco de Lucía Sextett
- 1983: Passion, Grace and Fire mit Al Di Meola und John McLaughlin
- 1984: Live – One Summer Night – Paco de Lucía Sextett
- 1987: Siroco
- 1990: Zyryab
- 1993: Live in America – Paco de Lucía Sextett
- 1998: Luzia (ES: Gold)

#### Posthume Veröffentlichungen
- 2022: Saturday Night in San Francisco mit Al Di Meola und John McLaughlin (Aufnahmen aus dem Jahr 1980)
- 2024: Pepito y Paquito Restaurierte, zuvor unveröffentlichte Aufnahmen der Chiquitos de Algeciras (Paco und Pepe de Lucía) aus dem Jahr 1959

### Singles
| Jahr | Titel Album                                     | Höchstplatzierung, Gesamtwochen, AuszeichnungChartsChartplatzierungen (Jahr, Titel, Album, Platzierungen, Wochen, Auszeichnungen, Anmerkungen) | Anmerkungen                   |
| Jahr | Titel Album                                     | ES | Anmerkungen                   |
| ---- | ----------------------------------------------- | --- | ----------------------------- |
| 1973 | Entre dos aguas Fuente y caudal                 | ES3 (4 Wo.)ES | Charteinstieg in ES erst 2014 |
| 2014 | Concierto de Aranjuez: I. Allegro con spirito – | ES26 (1 Wo.)ES |                               |

grau schraffiert: keine Chartdaten aus diesem Jahr verfügbar

## Auszeichnungen für Musikverkäufe
| Goldene Schallplatte - Schweiz - 1990: für das Album Friday Night in San Francisco (Paco de Lucia & Friends) |

Anmerkung: Auszeichnungen in Ländern aus den Charttabellen bzw. Chartboxen sind in ebendiesen zu finden.
| Land/RegionAuszeichnungen für Musikverkäufe (Land/Region, Auszeichnungen, Verkäufe, Quellen) | Gold     | Platin     | Verkäufe | Quellen                 |
| -------------------------------------------------------------------------------------------- | -------- | ---------- | -------- | ----------------------- |
| Schweiz (IFPI)                                                                               | 2× Gold2 | —          | 50.000   | hitparade.ch            |
| Spanien (Promusicae)                                                                         | 3× Gold3 | 4× Platin4 | 440.000  | elportaldemusica.es ES2 |
| Insgesamt                                                                                    | 5× Gold5 | 4× Platin4 |          |                         |